# Dactylorhiza aristata
The Keyflower (Dactylorhiza aristata) là một loài phong lan.

## Hình ảnh

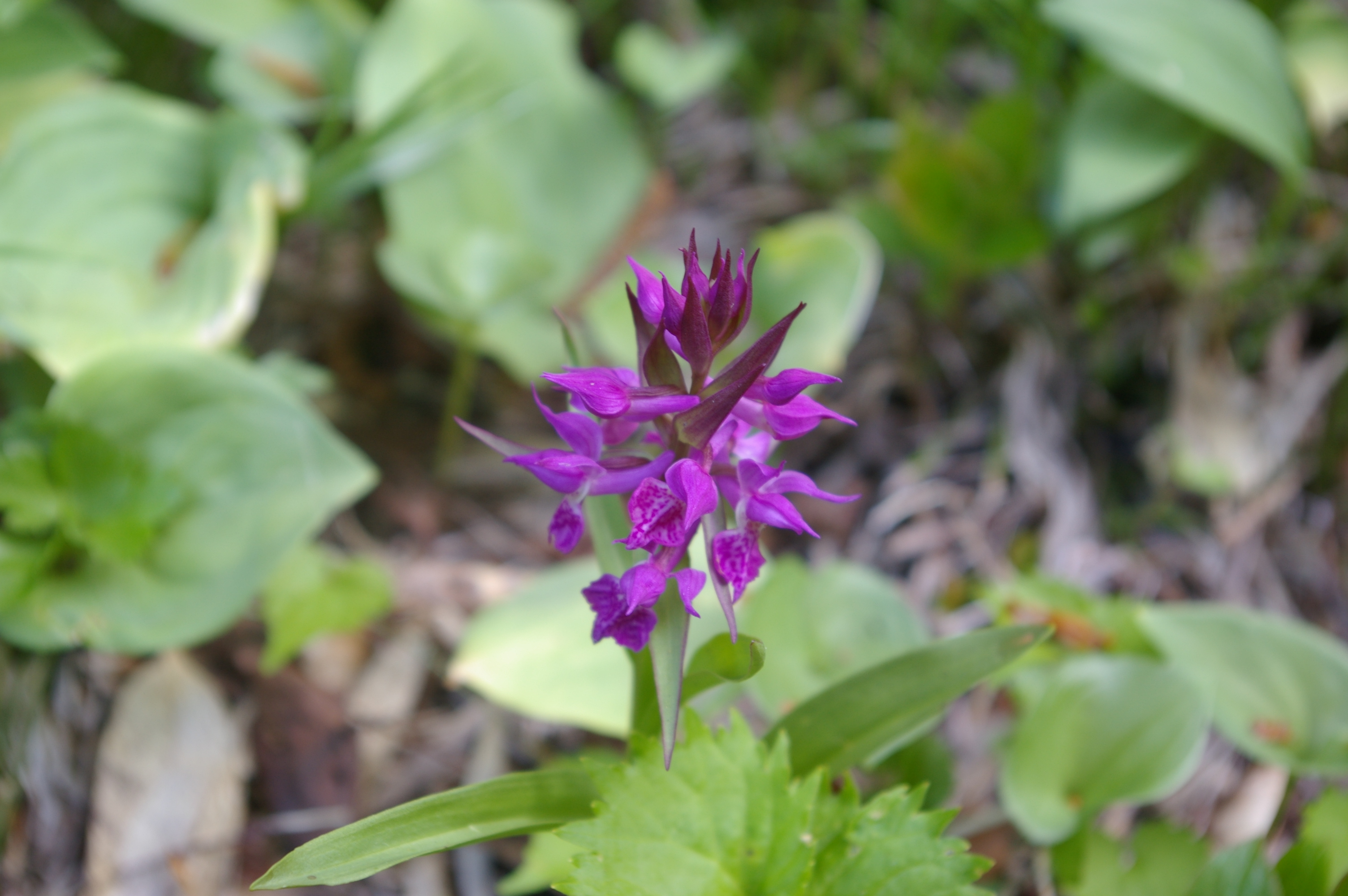
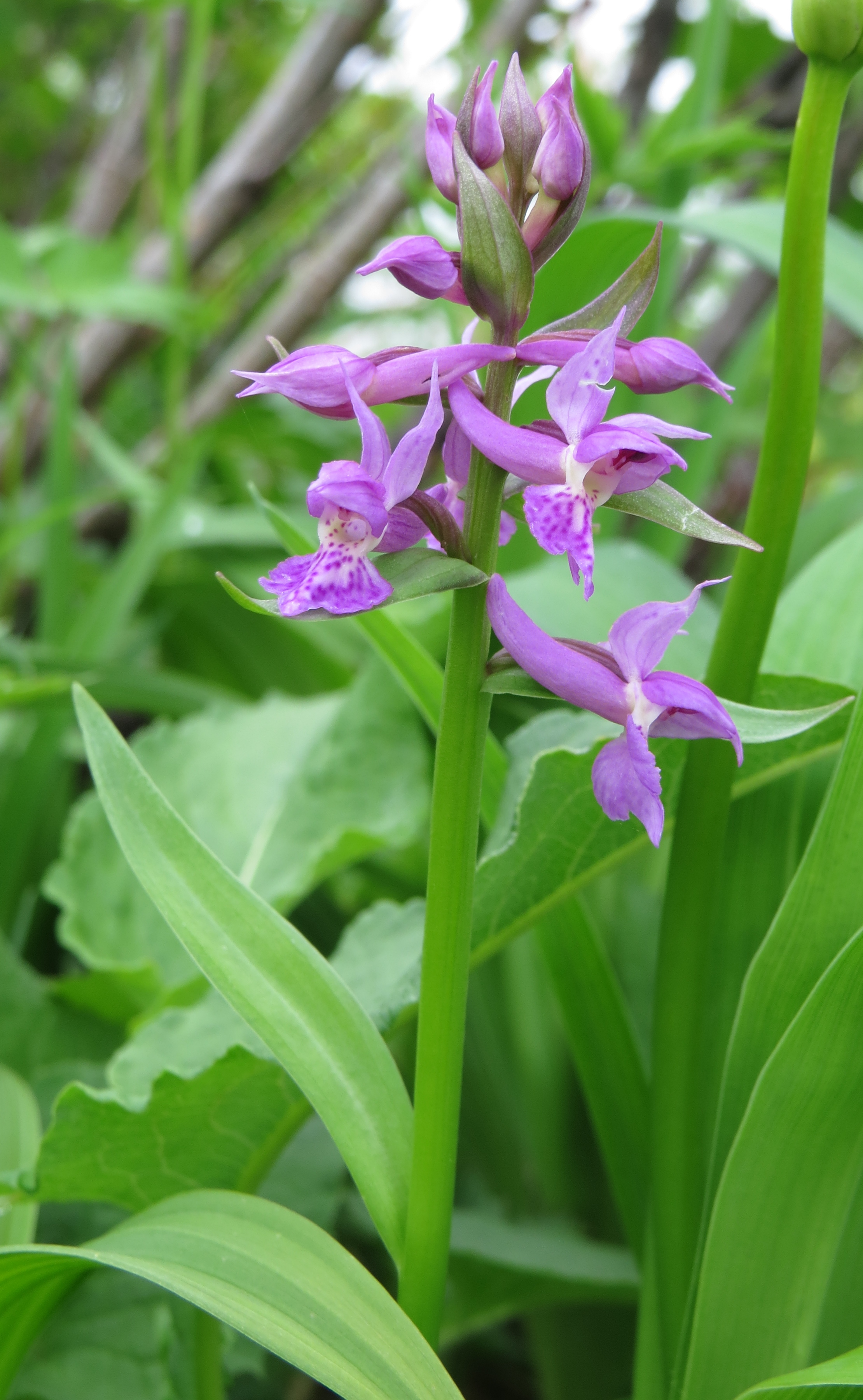
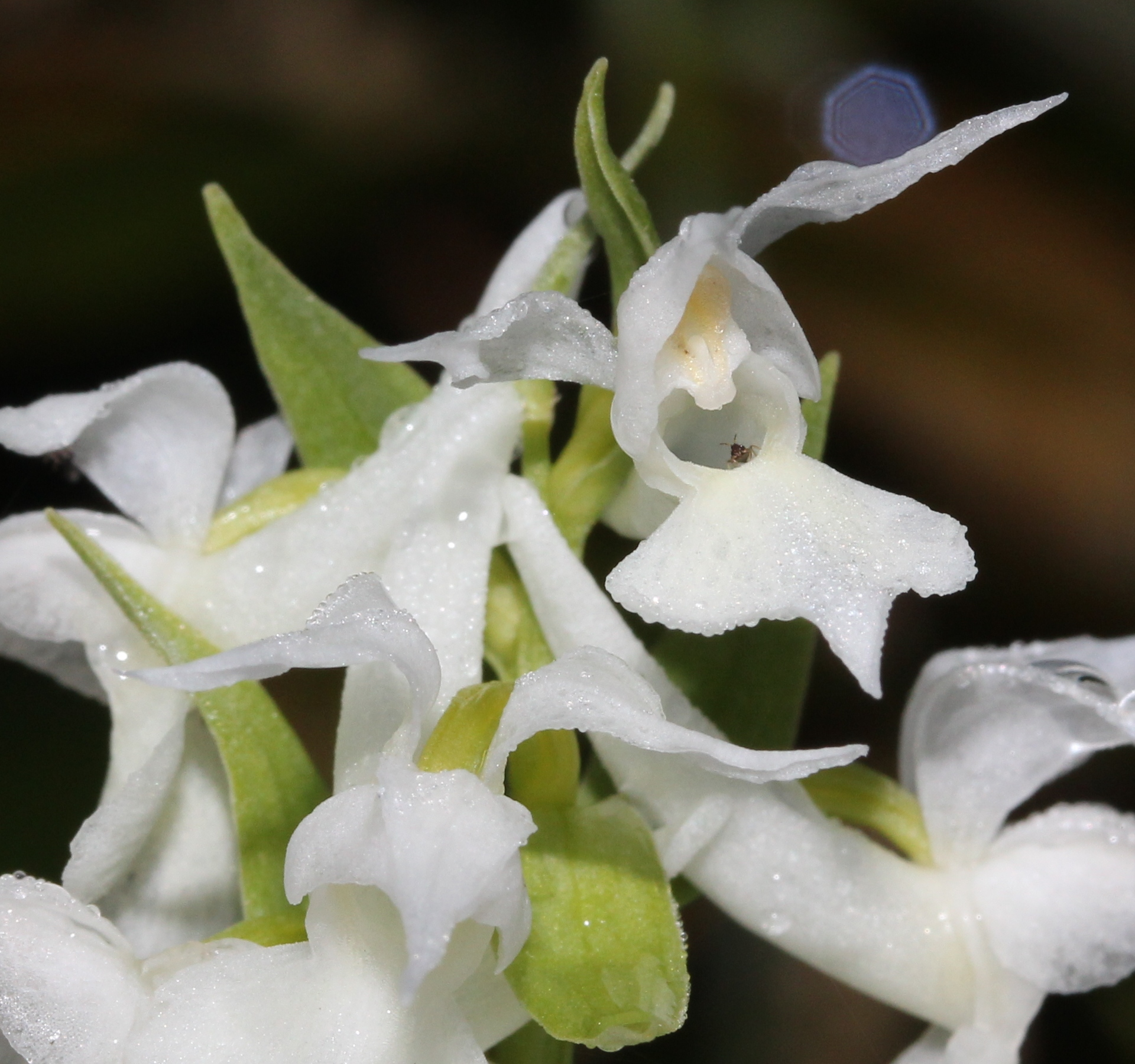
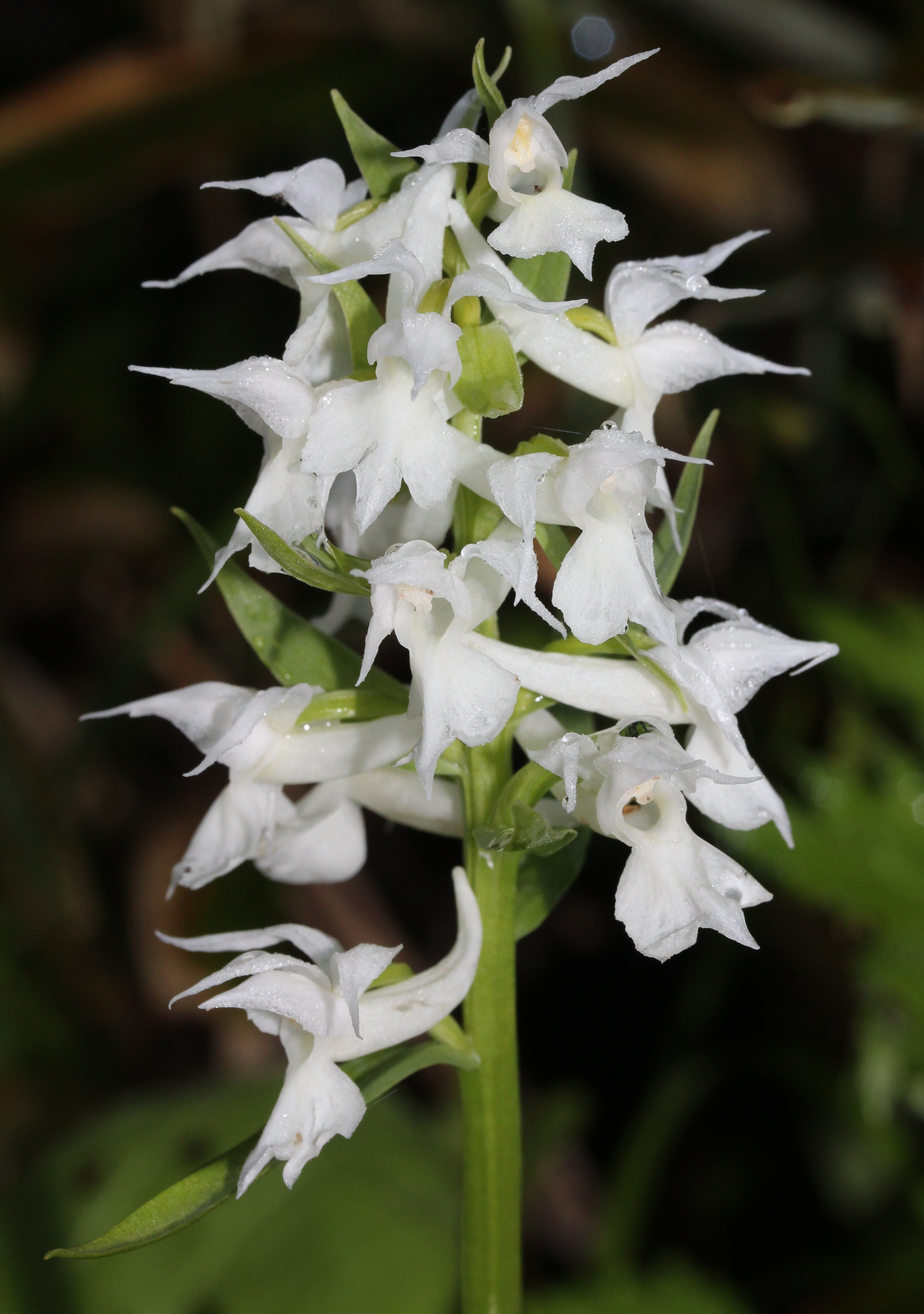